# Pierre Nicolas François Pinchart
Pour les articles homonymes, voir Pinchart.
Pierre Nicolas Francois Pinchart, né vers 1735 et décédé le 10 juillet 1815 à Reims, fut maire de Reims du 27 mars 1794 au 26 octobre 1795.
Négociant en textile, fils de Guillaume Pinchart et d'Apolline Malot, il épousa à Senlis en 1760 Thérèse Isabelle Tuquet.
Leur fille, veuve de Doé de Maindreville, se remaria avec Jean-Baptiste Ponsardin, fils de Nicolas Ponsardin.